# Cañada Rosquín
Die Kommune Cañada Rosquín befindet sich im Departamento San Martín (Santa Fe), im östlichen Zentrum der argentinischen Provinz Santa Fe und zählt 5.103 Einwohner (INDEC, 2001).
Cañada Rosquín liegt direkt an der Ruta 34. Die Gemeinde ist 449 km von Buenos Aires, 148 km von Rosario und 128 km von der Provinzhauptstadt Santa Fe entfernt.

## Wirtschaft
Der wirtschaftliche Schwerpunkt liegt auf der Landwirtschaft und Viehzucht, vor allem Soja wird in großen Mengen angebaut. Hinzu kommt der Weizenanbau mit jährlich 1.418,77 Tonnen. In Cañada Rosquín befinden sich auch einige wichtige Unternehmen, darunter Fabriken zur Herstellung von Seife und dem landestypischen Produkt Dulce de leche. Außerdem ist in Cañada Rosquín die einzige Insulinfabrik des Landes zu finden, weltweit existieren drei.

## Kunst, Bildung und Kultur
In Cañada Rosquín befindet sich eine Bibliothek mit über 8.000 Werken, damit eine der größten der Region. Sie steht der gesamten Bevölkerung zur Verfügung, wird aber hauptsächlich von den Schülern der Sekundarschule genutzt.

### Personen
Die wohl bekannteste Person aus Cañada Rosquín ist der in ganz Argentinien berühmte Sänger León Gieco. Auch der Jazzmusiker Horacio Fumero wurde dort geboren.

### Grundschulen
- Escuela provincial N° 266
- Escuela provincial N° 268

### Weiterführende Schulen
- Escuela de Enseñanza Media Particular Incorporada N° 8084

In Cañada Rosquín befinden sich außerdem zwei Kindergärten.

## Sport
- Club JURC
- Club Atlético Libertad
- Club Atlético Barrio San Pedro